# Chrysolina hyperici

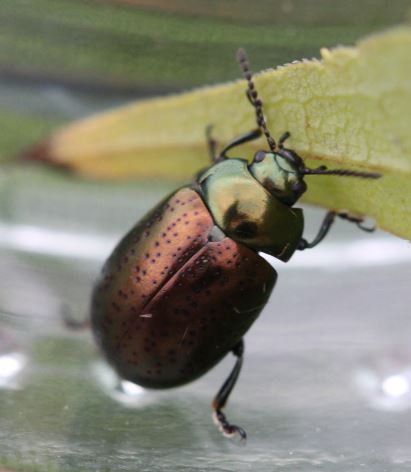
Dorsalansicht

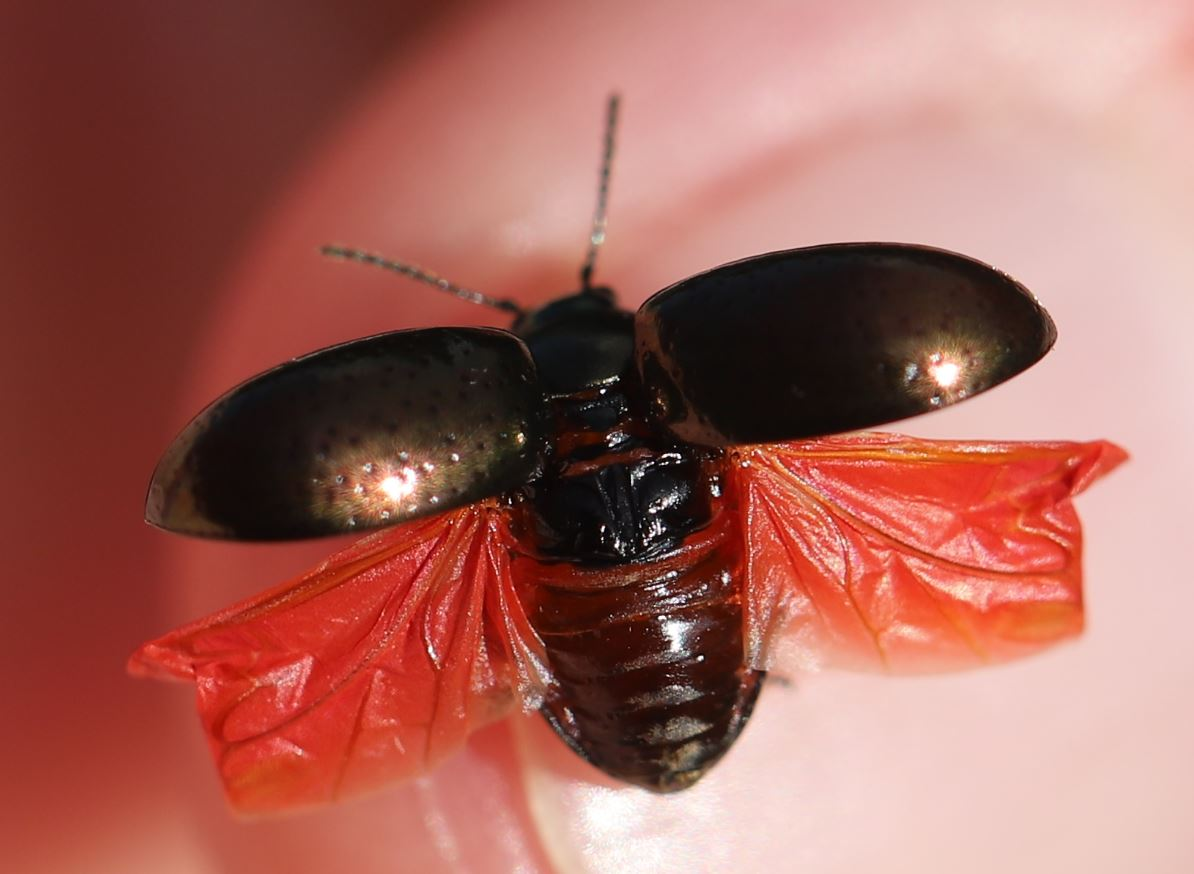
Mit ausgefalteten Hinterflügeln

Chrysolina hyperici ist ein Käfer aus der Familie der Blattkäfer (Chrysomelidae).

## Merkmale
Die Käfer sind zwischen 5 und 7,3 Millimeter lang. Ihre Grundfärbung ist dunkel metallisch grün oder bronzefarben, manchmal auch rötlich oder blauschwarz. Halsschild und Flügeldecken können verschiedenfarbig sein. Die Flügeldecken weisen lockere Reihen tiefer Punkte auf (höchstens 21 Punkte in den beiden äußeren Reihen). Die Punkte der Flügeldecken besitzen oft einen andersfarbigen Saum.

## Ähnliche Arten
- Chrysolina quadrigemina[2][4]
- Chrysolina brunsvicensis[1]

Die Art Chrysolina hyperici ist von der ebenfalls an Hypericum lebenden Art Chrysolina quadrigemina nur genitalmorphologisch mit Sicherheit unterscheidbar.

## Verbreitung
Die Käferart ist in der westlichen Paläarktis (Europa, Nordafrika, Iran) heimisch. Sie ist in Europa weit verbreitet und kommt auch auf den Britischen Inseln vor.
In den 1930er Jahren wurde die Art gemeinsam mit C. quadrigemina und Anaitis plagiata (alles Insekten, die ausschließlich Johanniskräuter (Hypericum) fressen), in Australien eingeführt, um das dortige Ausbreiten der Johanniskräuter zu bekämpfen.
In Nordamerika wurden dann in den 1950er Jahren ebenfalls diese drei Insektenarten eingeführt. In Nordamerika erstreckt sich das Verbreitungsgebiet der Käferart hauptsächlich auf die Ost- und Westküste der USA und Kanadas sowie auf Ontario. Mit der biologischen Kontrolle der Johanniskräuter soll auch der Ausbreitung des Pilzkrankheitserregers Colletotrichum gloeosporioides entgegengewirkt werden.

## Lebensweise
Die Käfer bevorzugen als Lebensraum warme und trockene Standorte. Wirts- und Futterpflanzen der Käferart bilden verschiedene Johanniskräuter, insbesondere Behaartes Johanniskraut (Hypericum hirsutum), Geflecktes Johanniskraut (Hypericum maculatum), Echtes Johanniskraut (Hypericum perforatum) und Geflügeltes Johanniskraut (Hypericum tetrapterum). Die Imagines fressen an den Blättern und Blüten der Pflanzengattung, die Larven an Blättern und Stängeln. Die ausgewachsenen Käfer beobachtet man von Mai bis September, wobei diese im Juli häufig eine Diapause einlegen. Im Herbst legen die Weibchen bis zu 2000 rötliche Eier an den Grundblättern ihrer Futterpflanzen ab. Die Art überwintert sowohl als Ei als auch als Imago, wobei letztere häufig den Februar nicht überstehen. Im Frühjahr schlüpfen die Larven, im Spätfrühjahr verpuppen sich dann diese im Boden.

## Biologische Schädlingsbekämpfung
Die beiden nahe verwandten und ähnlichen Arten Chrysolina hyperici und Chrysolina quadrigemina wurden in zahlreiche Gebiete vom Menschen eingeführt, um das bereits vorher als Neophyt aus Europa eingebürgerte Johanniskraut Hypericum perforatum zu bekämpfen. Diese Art hatte sich, ganz besonders auf Weideland, zu einem gefürchteten Unkraut entwickelt, das quadratkilometer-große Massenbestände ausbildete und so ganze Landstriche wirtschaftlich entwertete. Beide Arten gehörten zu einem ganzen Sortiment biologischer Antagonisten, sie wurden in groß angelegten Aktionen, zum Teil mit Hunderttausenden eigens gezüchteten Individuen, freigelassen. Chrysolina hyperici gehört mit der Ansiedlung 1930 in Australien, 1943 in Neuseeland, 1945 in den USA, 1951 in Kanada zu den frühesten zu diesem Zweck getesteten und eingesetzten Arten weltweit.
Die Aussetzung der Blattkäferarten wird allgemein als ein großer Erfolg eingeschätzt. In Australien wurden binnen 10 Jahren 800.000 Hektar Weideland in einen nutzbaren Zustand zurückversetzt. Beide Arten neigen nun zu extremem Massenwechsel, weil sie ihre Nahrungspflanze effektiv über große Landstriche völlig entblättern können, woraufhin auch ihre eigener Bestand aus Nahrungsmangel zusammenbricht. Aufgrund des hohen Wärmebedürfnisses beider Arten waren sie bei der Bekämpfung in durch Bäume beschatteten Lebensräumen allerdings wenig erfolgreich. Dabei erwies sich C. quadrigemina als die insgesamt effektivere Art und ist heute weitaus häufiger, dies wird auf ihre um einige Wochen frühere Entwicklungszeit zurückgeführt. C. hyperici ist in feuchteren, etwas kühleren Lebensräumen am Erfolg beteiligt, gilt aber als die weniger bedeutende Art.
Chrysolina hyperici ging neben seiner Zielart Hypericum perforatum auch auf in den neuen Regionen einheimische Hypericum-Arten als Wirt über. Unter den neuen, verschärften Sicherheitsbedingungen zur Einfuhr fremder Organismen wäre es deshalb vermutlich nie zur Aussetzung gekommen.

## Taxonomie
Neben der Nominatform wird noch die Subspezies Chrysolina hyperici daghestanica angegeben. Nach einer neueren Untersuchung von 2013 ist Chrysomela daghestanica Reitter, 1912 aber tatsächlich ein Synonym der Art Chrysolina cuprea, die Zuordnung zu C. hyperici durch J. Bechyné wäre also irrtümlich erfolgt.